# Сенегальская мерлуза
Сенегальская мерлуза, или чёрный хек (лат. Merluccius senegalensis), — вид лучепёрых рыб из семейства мерлузовых (Merlucciidae). Морские придонные рыбы. Распространены в восточной части Атлантического океана. Максимальная длина тела 81 см. Промысловая рыба.

## Описание
Тело прогонистое, умеренно сжатое с боков, покрыто мелкой циклоидной чешуёй. Высота тела укладывается около 5 раз в стандартную длину тела. Голова уплощена в дорсовентральном направлении, её длина укладывается 3,6—4,0 раза в стандартную длину тела. Верхний профиль головы прямой. Глаз большой, его диаметр составляет 17,1—20,8% длины головы. Есть чешуя на назальной мембране, щеках и предкрышке. Рот конечный, косой. Нижняя челюсть выдаётся вперёд. Подбородочный усик отсутствует. Зубы на обеих челюстях острые, клыковидные. Рыло вытянутое, его длина равна 30,2—34,1 % длины головы. Ширина межглазничного расстояния составляет 27,0—31 % длины головы. Жаберных тычинок на первой жаберной дуге 12—21, из них на верхней части 3—4, а на нижней 10—17. Два спинных плавника. Первый спинной плавник с коротким основанием, треугольной формы, одним колючим и 7—12 мягкими лучами. Во втором спином плавнике 37—43 мягких лучей; в задней трети плавника находится небольшая выемка. Анальный плавник с 36—40 мягкими лучами, расположен напротив второго спинного плавника и имеет сходную форму. Первый спинной плавник выше второго. Второй спинной плавник и анальный плавники в задней части после выемки выше, чем в передней. Грудные плавники длинные и тонкие, с 12—17 мягкими лучами, их окончания доходят до начала анального плавника. Брюшные плавники расположены перед грудными. Хвостовой плавник усечённый или с небольшой выемкой (выемка более выражена у крупных особей). Боковая линия с 124—155 чешуйками, отстоит далеко от верхнего профиля тела, почти прямая, несколько приподнята в передней части. Позвонков 51—56, из них 25—28 туловищных и 25—29 хвостовых. Тело тёмно-серого цвета, темнее на спинной стороне, брюхо беловатое. Ротовая полость и язык черноватые.
Максимальная длина тела 81 см, обычно до 42 см.

## Биология
Морские бентопелагические рыбы. Обитают на континентальном шельфе и склоне на глубине от 18 до 800 м, над песчаными и илистыми грунтами. Совершают суточные вертикальные миграции, поднимаясь ночью в верхние слои воды. Молодь питается преимущественно эуфаузиидами; а взрослые особи — рыбами, ракообразными и кальмарами.
Нерест порционный, наблюдается с сентября до ноября. Отмечена высокая скорость роста; к концу первого года жизни достигают длины 18—23 см. Самки крупнее самцов.

## Ареал
Распространены в восточной части Атлантического океана от Марокко до юга Сенегала.

## Взаимодействие с человеком
Промысловая рыба. Промысловое значение невелико. В 1970-е годы ежегодные уловы достигали 100 тыс. тонн. Вследствие перелова запасы существенно сократились, и в 2000—2011 годах мировые уловы варьировали от 2,3 до 24,7 тыс. тонн. Основными странами, ведущими промысел сенегальской мерлузы, являются Испания и Португалия . Ловят донными и разноглубинными тралами. Реализуется в мороженом виде.